# Clara Honsinger
Clara Honsinger (* 5. Juni 1997 in Ashland) ist eine ehemalige US-amerikanische Radrennfahrerin, die vor allem im Cyclocross aktiv war.

## Sportlicher Werdegang
Aus Oregon stammend, studierte Honsinger Ernährungswissenschaft an der Oregon State University und fuhr nebenbei für das Team S&M Cyclocrossrennen. Ihr Studium schloss sie 2021 ab. In der U23 wurde sie 2018 amerikanische Meisterin, dazu gewann sie 2017 und 2018 die Panamerika-Meisterschaften. Als sie 2019 erstmals in der Elite bei den amerikanischen Meisterschaften antrat, gewann sie diese und beendete damit die 15 Jahre währende Herrschaft von Katherine Compton.
Zur Saison 2020/2021 schloss Honsinger sich der Mannschaft von Cannondale-Cyclocrossworld an und fuhr erstmals eine volle Saison in Europa, auch weil Cyclocrossrennen in Nordamerika aufgrund der Corona-Pandemie sehr eingeschränkt waren. Bei den Cyclocross-Weltmeisterschaften 2021 in Ostende belegte sie den vierten Platz.
Im Straßenradsport fuhr Honsinger in der Saison 2021 für die Mannschaft von TIBCO-Silicon Valley Bank, für die sie keine bemerkenswerten Resultate erzielte. Im Cyclocross hingegen gewann sie mit dem Koppenbergcross im November 2021 eines der Rennen der X²O Trofee in Belgien. Außerdem konnte sie ihr amerikanisches Meistertrikot verteidigen, nachdem die Meisterschaften im Vorjahr ausgefallen waren.
2022 stellte Cannondale Cyclocrossworld seine Existenz ein, dafür beschloss EF Education, ein neues Cyclocross-Team um Honsinger aufzubauen. Im Herbst 2022 gewann Honsinger erneut die amerikanischen Meisterschaften, ebenso 2023.
Im Cyclocross-Weltcup landete Honsinger fünfmal auf dem Podium, konnte aber keinen Sieg verbuchen. Honsinger war dafür bekannt, nach verhaltenem Start in der zweiten Rennhälfte Plätze gut zu machen und verzeichnete bei schweren Rennen mit vielen Steigungen (Namur, Overijse, Gavere) ihre besten Resultate. Im Oktober 2024 beendete sie ihre Karriere, um sich auf ein Master-Studium zu konzentrieren, wiederum in Ernährungswissenschaft.

## Erfolge
2017/2018
 Panamerika-Meisterschaften (U23)
2018/2019
 Amerikanische Meisterin (U23)
 Panamerika-Meisterin (U23)
2019/2020
 Amerikanische Meisterin
 Panamerika-Meisterschaften
2021/2022
 Amerikanische Meisterin
X²O Trofee: Sieg in Oudenaarde
2022/2023
 Amerikanische Meisterin
2023/2024
 Panamerika-Meisterschaften
 Amerikanische Meisterin